# Enrique Gabriel Meza
Enrique Gabriel Meza Britez (Asunción, Paraguay, 28 de noviembre de 1985) es un futbolista paraguayo.

## Trayectoria
Debutó en el fútbol paraguayo en el año 2002, a la edad de 16 años siendo el defensor más joven en debutar en el Fútbol Paraguayo con el Club Sol de América. Luego fue traspasado a
Nacional de Paraguay, para luego pasar al Juventud de las Piedras de Uruguay. Desde este último club dio el salto al fútbol francés, tras ser fichado por el Dijon.
En 2009 llega a préstamo Club Olimpia de Paraguay. En 2010 jugó todos los partidos del Torneo Apertura (22 partidos) y gran parte del Torneo Clausura(18 partidos). En 2011 luego de haberse quedado con el Vicecampeonato del Fútbol Paraguayo, la entidad franjeada decide renovar el vínculo con el jugador debido a sus buenas actuaciones. 
Ganó el torneo clausura del 2011, también llegó a la final de la Copa Libertadores 2013 con el Club Olimpia.
En 2014 fue de préstamo al Sport Club do Recife del Brasileirão Serie A, ganó el torneo Pernambucano y la Copa Do Nordeste. A mitad de temporada fue cedido al Club Chapecoense por sus actuaciones destacadas, clasificando a la Copa Sudamericana, estando presente en el encuentro con una victoria histórica ante el Internacional ganando 5-0. 
La temporada del 2015 la disputó en el Sportivo Luqueño, con una buena racha de partidos en la Copa Sudamericana donde alcanzaron una histórica Semifinal para el club. 
El 7 de febrero de 2017, jugando para Atlético Tucumán, en un partido por la Copa Libertadores 2017, Meza Britez vistió la camiseta de la Selección Argentina.

## Selección nacional
Formó parte de las selecciones menores Sub-15 (Mundialito de Bolivia de 2000) y  Sub-20 (Mundial de Emiratos Árabes de 2003 y Sudamericano de Colombia de 2005). Además ha disputado varios partidos amistosos con la selección mayor.

## Clubes
| Club                    | País      | Año         | PJ  | G |
| ----------------------- | --------- | ----------- | --- | - |
| Sol de América          | Paraguay  | 2002 - 2007 |     |   |
| Nacional                | Paraguay  | 2007 - 2008 | 60  | 4 |
| Juventud de Las Piedras | Uruguay   | 2008        | 12  | 2 |
| Dijon                   | Francia   | 2009        | 0   | 0 |
| Olimpia                 | Paraguay  | 2009 - 2013 | 130 | 1 |
| Chapecoense             | Brasil    | 2014        | 4   | 0 |
| Sport Recife            | Brasil    | 2014 - 2015 | 1   | 0 |
| Sportivo Luqueño        | Paraguay  | 2015        | 38  | 3 |
| Atlético Tucumán        | Argentina | 2016 - 2017 | 17  | 0 |
| Guaraní                 | Paraguay  | 2017        | 8   | 1 |
| Deportivo Santaní       | Paraguay  | 2018        | 13  | 1 |

## Palmarés

### Campeonatos regionales
| Título                  | Club         | Sede      | Año  |
| ----------------------- | ------------ | --------- | ---- |
| Copa del Nordeste       | Sport Recife | Fortaleza | 2014 |
| Campeonato Pernambucano | Sport Recife | Recife    | 2014 |

### Campeonatos nacionales
| Título          | Club    | Sede     | Año  |
| --------------- | ------- | -------- | ---- |
| Torneo Clausura | Olimpia | Asunción | 2011 |

- Datos: Q5379699